# 미나마타 (영화)
미나마타(Minamata)는 영국에서 제작된 앤드류 레비타스 감독의 2020년 드라마 영화이다. 조니 뎁 등이 주연으로 출연하였다. 이 영화는 2020년 2월 21일 베를린 국제 영화제에서 초연되었다.

## 출연

### 주연
- 조니 뎁
- 사나다 히로유키
- 미나미
- 쿠니무라 준
- 카세 료
- 아사노 타다노부
- 빌 나이